# Leucosyke rizalensis
Leucosyke rizalensis är en nässelväxtart som beskrevs av Unruh. Leucosyke rizalensis ingår i släktet Leucosyke och familjen nässelväxter. Inga underarter finns listade i Catalogue of Life.